# Bogefod
Bogefod är det norska black metal-bandet Sarkes fjärde studioalbum, utgivet 2016 av skivbolaget Indie Recordings. Albumet nominerades till Spellemannprisen 2016 i kategorin "Metal".

## Låtlista
1. "Taken" – 3:17
2. "Blood of Men" – 3:15
3. "Barrow of Torolv" – 5:06
4. "Alternation" – 3:18
5. "The Wicked's Transient Sleep" – 3:40
6. "Burn" – 4:03
7. "Dawning" – 3:30
8. "Evil Heir" – 4:22
9. "Sunken" – 3:52

- Text: Hilde Nymoen
- Musik: T. Berglie/Steinar Gundersen/Stian Kråbøl (spår 1–6, 8, 9), T. Berglie/Beate Amundsen/Lars-Erik Westby (spår 7)

## Medverkande
Musiker (Sarke-medlemmar)
- Sarke (Thomas Berglie) – basgitarr
- Nocturno Culto (Ted Skjellum) – sång
- Steinar Gundersen – gitarr

Bidragande musiker
- Asgeir Mickelson – trummor
- Espen Storø – keyboard
- Beate Amundsen – sång, musik
- Hilde Nymoen – sångtexter
- Stian M. Kråbøl – musik

Produktion
- Lars-Erik Westby – ljudtekniker, ljudmix, musik
- Thomas Eberger – mastering
- Terje Johnsen – omslagskonst